# Umultowo
Umultowo (hist. Umóltowo, Umółtowo, Omóltowo, Villa Unolfi (1253), Onulfi villa, Hunołtowicz (1310), Hunoltowicze (1313), Unolfowice, niem. Ulmenhof) – część miasta i osiedle administracyjne Poznania, położone w północnym obszarze miasta.

## Położenie
Położona w północnej części miasta, nad Wartą, granicząca z Moraskiem (w tym Hubami Moraskimi) od zachodu, z Radojewem (Nową Wsią Górną i Dolną) od północy, z Naramowicami od południa. W jej bezpośrednim sąsiedztwie znajduje się najwęższy odcinek mezoregionu Poznański Przełom Warty.

## Historia
Historycznie osobna miejscowość nad Jeziorem Umultowskim (początki osadnictwa datowane na ok. XI w.), stopniowo rozbudowywana w kierunku doliny rzeki Warty. Pierwsze pisemne wzmianki o Umultowie pojawiają się w dokumencie lokacyjnym miasta Poznania z 1253 roku, kiedy to książę Przemysł I przekazał kilka okolicznych wsi mieszkańcom nowo lokowanego miasta. W dokumencie tym Umultowo figuruje pod nazwą Villa Unolfi. W 1310 roku część Umultowa a potem w roku 1313 pozostała jej część wraz z jeziorem, została przekazana przez ówczesnego wójta Poznania Przemko oraz jego ojca Ludwika, Kapitule Katedry Poznańskiej, która gospodarowała na tych ziemiach do około roku 1623, kiedy oddała je dominikanom poznańskim. W roku 1797, w ramach działań wynaradawiających ziemie zaboru pruskiego, władze pruskie skonfiskowały szereg majątków kościelnych i przekazały je świeżo uszlachconemu kupcowi berlińskiemu Zygmuntowi Ottonowi von Treskow (wraz z Owińskami, Biedruskiem, Bolechowem, Moraskiem, Radojewem i innymi), w którego rękach pozostawały do Powstania Wielkopolskiego. Rodzina von Treskow zbudowała na terenie wsi Umultowo niewielki dwór oraz zabudowania folwarczne, których część przetrwała do dziś. W 1860 r. w Umultowskim dworze urodziła się córka Zygmunta Ottona - Antonie Malwine Amalie Valeska von Treskow.
W 1806 roku przez Umultowo przejeżdżał Napoleon Bonaparte.
W latach 1954–1959 wieś należała i była siedzibą władz gromady Umultowo, po jej zniesieniu w gromadzie Suchylas, przekształconej w wyniku reformy administracji w gminę Suchy Las.
W 2. poł. XX wieku wieś Umultowo została etapami włączona w granice miasta Poznania, wraz z Moraskiem i Radojewem. Od 1982 roku przez jeden rok, na terenie Umultowa wydobywano piasek. Po zakończeniu wydobycia, w wyrobisku utworzono wysypisko śmieci. Po wypełnieniu wyrobiska, wysypisko zostało zamknięte, a teren zrekultywowany.

Od nazwy dzielnicy wywodzi się ul. Umultowska. Jej pisownia w przeszłości brzmiała: Ulułtowska oraz Umółtowska. 

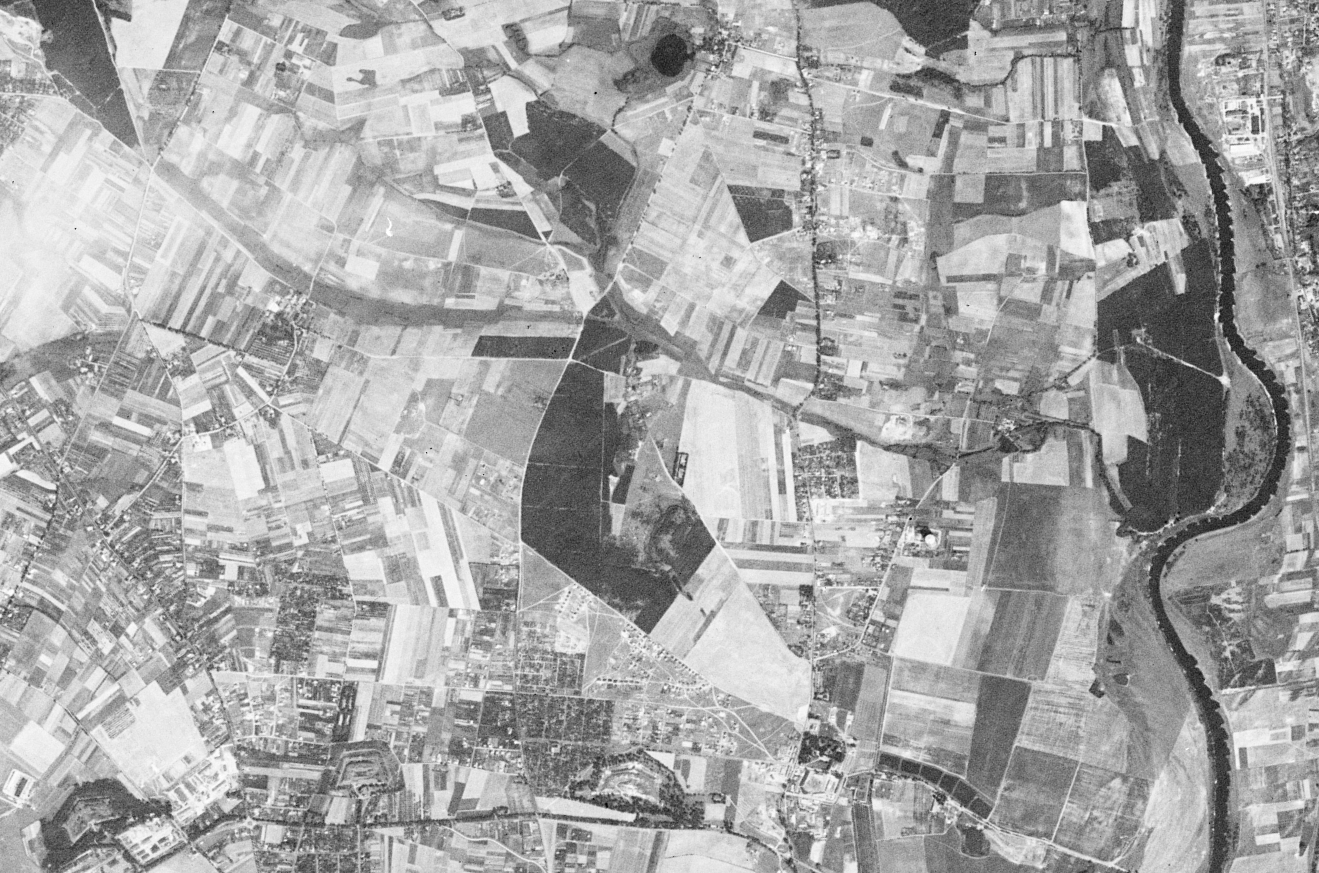
Zdjęcie satelitarne terenów obecnego Piątkowa, Moraska, Umultowa i Naramowic, 1965

1 stycznia 1987 r. przyłączono do Poznania obszar wsi Umultowo o powierzchni 526,46 ha z gminy Suchy Las.

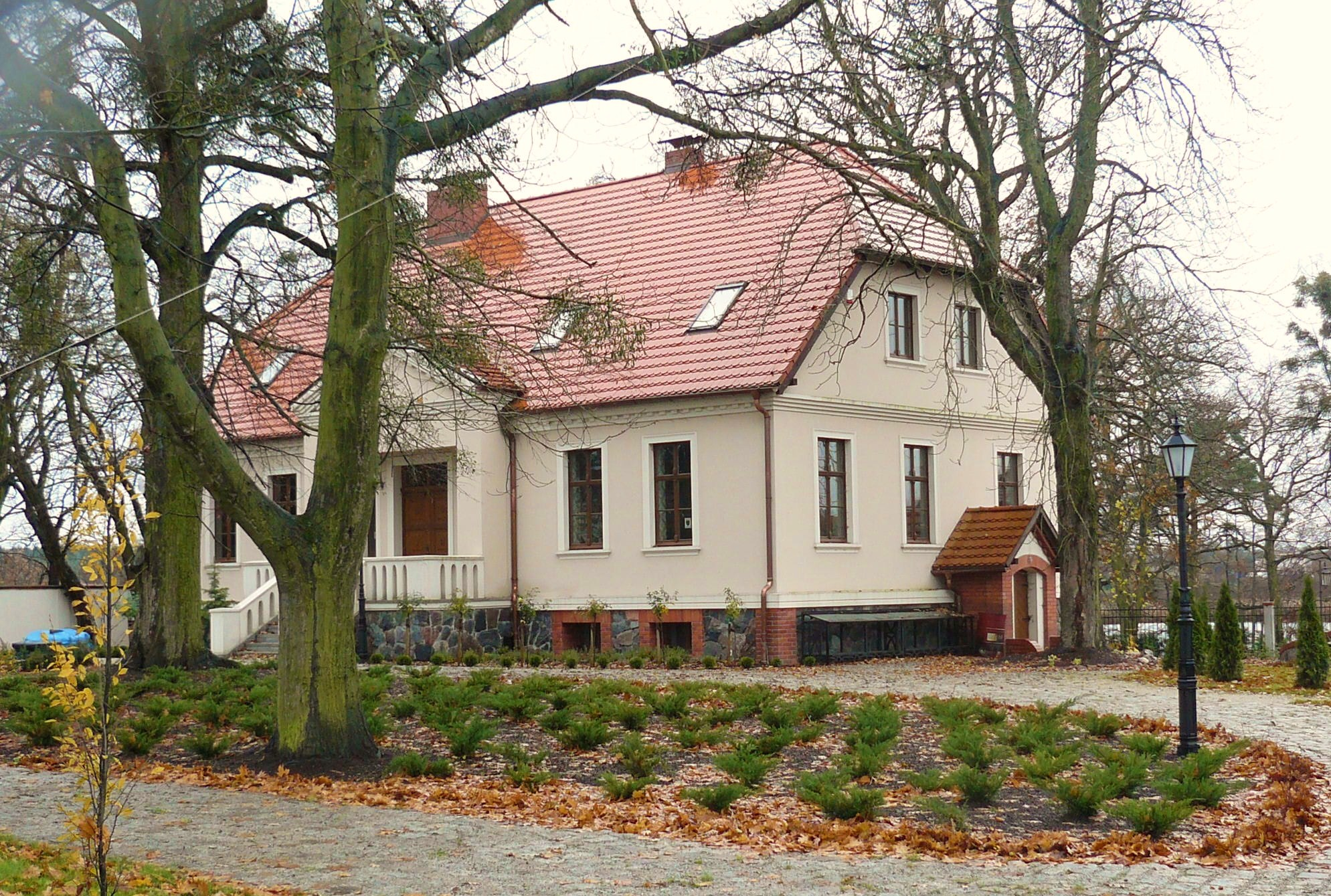
Dwór umultowski

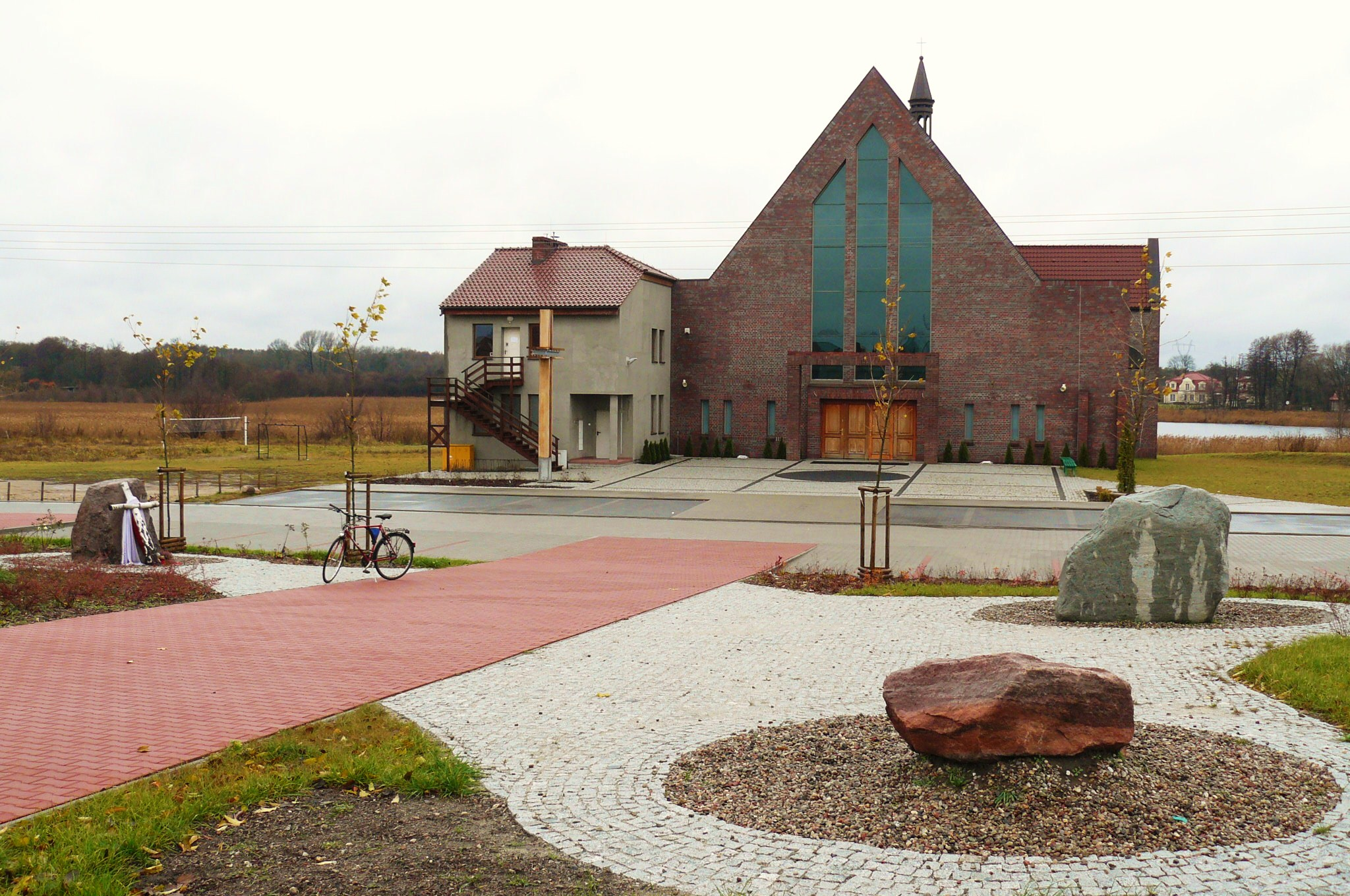
Kościół pw. św. Jadwigi Królowej (2010)

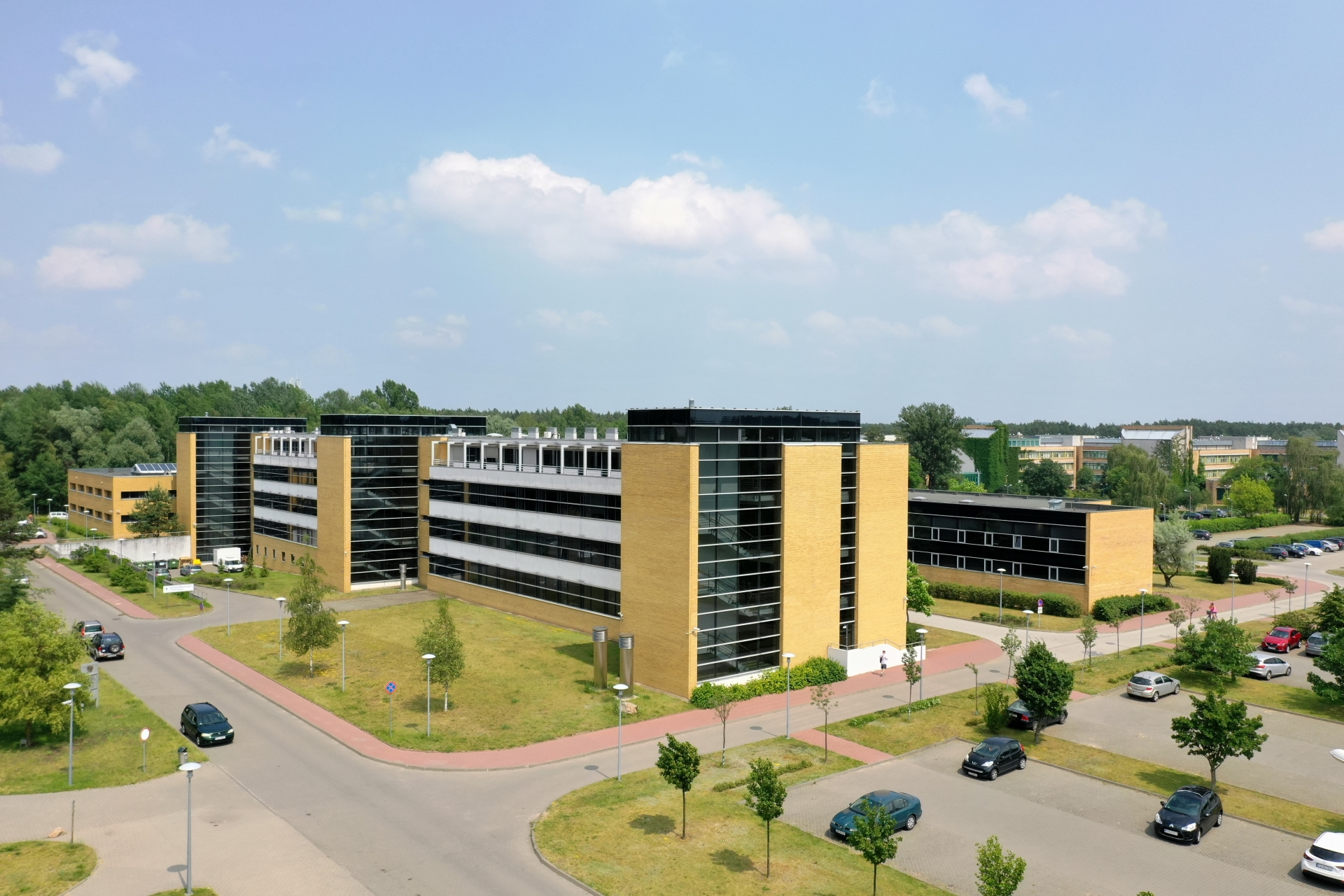
Siedziba Wydziału Matematyki i Informatyki UAM (2019)

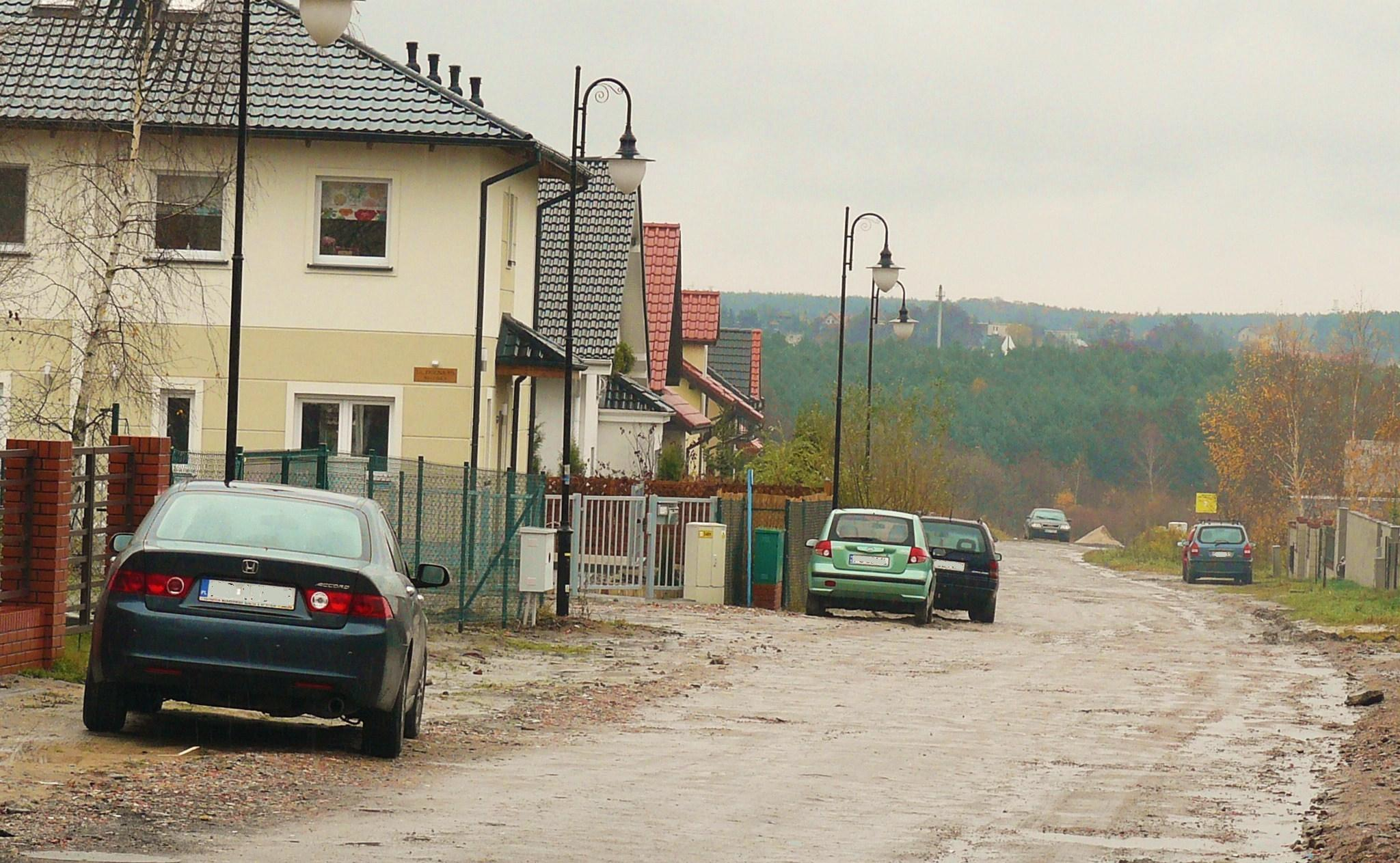
Ulica Dolna - Poznański Przełom Warty, z drugiej strony - Czerwonak

Obszar Umultowa w latach 1987–1990 należał do dzielnicy Stare Miasto.
W 1992 r. utworzono jednostkę pomocniczą miasta Osiedle Umultowo.

## Stan obecny
Rozwój Kampusu Morasko Uniwersytetu im. Adama Mickiewicza na granicy Umultowa i Moraska wymusił budowę kompleksu budynków uniwersyteckich (Wydział Nauk Geograficznych i Geologicznych, Pływalnia Uniwersytecka) oraz uniwersyteckich osiedli (Uniwer i Różany Potok). Jednocześnie włączenie miejscowości w granice miasta Poznania częściowo otwarło drogę do zabudowy jednorodzinnej. Różne części Umultowa wyraźnie różnią się od siebie zabudową, a konfliktom architektonicznym i idącym za nimi konfliktom komunikacyjnym (rozbudowa WNGiG UAM na istniejącej ulicy Maków Polnych) sprzyja brak uregulowania statusu terenów Umultowa w postaci planu zagospodarowania przestrzennego.
Dla mieszkańców osiedla wydawane jest od 2000 czasopismo (miesięcznik) - Panorama Umultowa w nakładzie 500 egzemplarzy (ISSN: 1641-8816). Wydawcą jest osoba prywatna.

## Wspólnoty religijne
Umultowo w całości należy do terenu parafii rzymskokatolickiej pw. św. Jadwigi Królowej, prowadzonej przez księży z Towarzystwa Chrystusowego dla Polonii Zagranicznej. Kościół znajduje się nad Jeziorem Umultowskim (przy ulicy Mleczowej). Początkowo dom zakonny znajdował się przy ulicy Paczoskiego, obecnie znajduje się tam Kolegium Akademickie św. Benedykta, a dom zakonny został wybudowany obok kościoła.
Na Umultowie znajduje się Sala Królestwa Świadków Jehowy (przy ulicy Naramowickiej).

## Samorząd
Siedziba Rady Osiedla Umultowo znajduje się w Zespole Szkolno-Przedszkolnym nr 9, ul. Umultowska 114, a obecna kadencja Rady rozpoczęła się w 2019. Przewodniczącym Rady jest Rafał Sobczak, a przewodniczącym Zarządu – Piotr Błaszczak. Rada Osiedla wydaje periodyk Umultowski Fyrtel.

## Kampus
Na terenach Umultowa i Moraska znajduje się nowoczesny kampus uniwersytecki (Kampus Morasko) Uniwersytetu im. Adama Mickiewicza, gdzie siedziby mają Wydział Fizyki, Wydział Matematyki i Informatyki, Wydział Biologii, Wydział Chemii, Wydział Historyczny, Wydział Nauk Politycznych i Dziennikarstwa, Wydział Nauk Geograficznych i Geologicznych, Wielkopolskie Centrum Zaawansowanych Technologii, Archiwum, Hala Sportowa oraz Pływalnia Uniwersytecka.

## Komunikacja
Na Umultowie mieści się pętla autobusowa Różany Potok (autobusy linii 198), a ponadto dzielnica obsługiwana jest przez autobusy linii 167, 188, 348 i 911.

## Sport
Obiekty sportowe na Umultowie (poza uniwersyteckimi) to hala squasha (przy ulicy Naramowickiej), wielofunkcyjne boisko sportowe łączące kort tenisowy, boisko siatkarskie, stół do tenisa stołowego i plac zabaw dla dzieci (przy ulicy Łagodnej), boisko do koszykówki przy Spółdzielni Mieszkaniowej Różany Potok oraz dwa osiedlowe boiska piłkarskie (przy ulicy Kresowej oraz przy ulicy Zagajnikowej).